# Mosquée Šarena
La mosquée Šarena, également connue sous le nom de Sulejmanija džamija, est située en Bosnie-Herzégovine, dans la ville de Travnik et dans la municipalité de Travnik. La mosquée colorée a été construite en 1815 et 1816 et est inscrite sur la liste des monuments nationaux de Bosnie-Herzégovine.
Avec la mosquée, le sadirvan (fontaine), une fontaine d'eau potable, des boutiques et 2 manuscrits du Coran sont également classés.

## Architecture

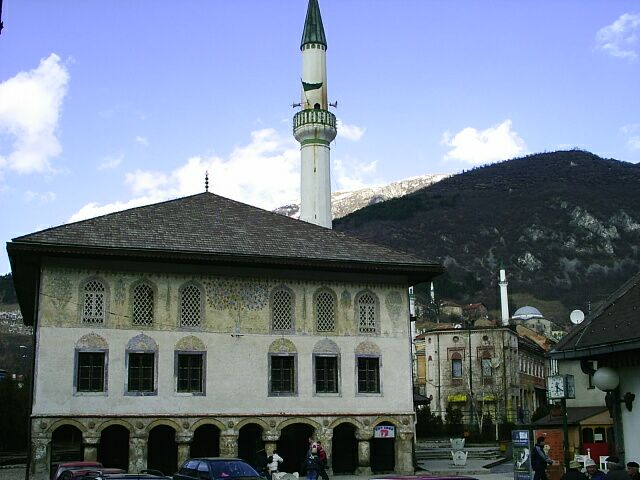
Autre vue de la mosquée